# Fontes de Onor
Fontes de Onor (em espanhol: Fuentes de Oñoro) é um município raiano da Espanha, da comarca do Campo de Argañán, na província de Salamanca, comunidade autónoma de Castela e Leão, de área 57,19 km² com população de 1267 habitantes (2007) e densidade populacional de 26,02 hab/km².
É vizinho de Vilar Formoso, sendo o principal posto fronteiriço entre Espanha e Portugal.

## Demografia
| Variação demográfica do município entre 1991 e 2004 | Variação demográfica do município entre 1991 e 2004 | Variação demográfica do município entre 1991 e 2004 | Variação demográfica do município entre 1991 e 2004 | Variação demográfica do município entre 1991 e 2004 | Variação demográfica do município entre 1991 e 2004 |
| --------------------------------------------------- | --------------------------------------------------- | --------------------------------------------------- | --------------------------------------------------- | --------------------------------------------------- | --------------------------------------------------- |
| 1991                                                | 1996                                                | 2001                                                | 2004                                                | 2009                                                | 2013                                                |
| 1537                                                | 1520                                                | 1534                                                | 1499                                                | 1317                                                | 1353                                                |

O município apresenta três bairros bem diferenciados: a aldeia histórica, na qual estão situados os Paços do Concelho (Ayuntamiento) com os bairros de «Arriba» (de Cima) y de «Abajo» (de Baixo); a chamada Colonia de la Estación, que cresceu como consequência da chegada da linha de comboio vinda de Salamanca em direcção a Portugal com o estabelecimento da actual gare. Finalmente, junto da Alfândega, originou-se o chamado Nuevo Poblado, que concentra grande parte da vida comercial da localidade com armazéns, cafés e gasolineiras que beneficiam do trânsito transfronteiriço, quer do trânsito local com Vilar Formoso, quer dos numerosos emigrantes portugueses que obrigatoriamente devem atravessar a zona, a falta da ligação entre a auto-estrada espanhola A62 e a portuguesa A25.
O nome de Fuentes de Oñoro terá vindo do latim «Fontes Alnorum», isto é, "campo de amieiros" que ficavam ao redor de uma série de fontes situadas ao longo de um ribeiro próximo. A primeira menção do nome data de 1376 e está presente num documento do Arquivo Municipal de Ciudad Rodrigo, se bem parece que já haveria presença humana desde, pelo menos, a época visigoda, possivelmente relacionada com a cova «de los Leones» ou «del Berrocal». Este dato não está confirmado, se bem que essa presença deixou rastos na toponímia, designadamente no nome da região, conhecida na altura como «Algañan», que derivou em Argañán.
Sem dúvida, o estabelecimento da fronteira na Ribeira de Tourões com o Tratado de Alcanizes de 1297 fez com que a divisão das terras de Ribacôa e do Campo de Argañán aumentasse o valor estratégico de Fuentes de Oñoro. Obviamente, as contínuas guerras com Portugal vão converter em campo de batalha a região, sendo que a mais destacada foi a Batalha de Fuentes de Oñoro em 5 de Maio de 1811, no marco da Guerra Peninsular, na qual vão participar, do lado francês, o general Masséna, e do lado anglo-português, Lorde Wellington. Curiosamente ambas as partes vão considerar que ganharam a operação militar visto que a batalha aparece no Arco de Triunfo em Paris, bem como designando o nome de uma rua em Londres como «Fuentes de Oñoro Street».

Nos tempos recentes Fuentes de Oñoro cresceu como município independente após a Constituição de Cádis e a chegada da ferrovia e o trânsito transfronteiriço a partir de 1886 com a inauguração da nova gare e, na década de 1920, a estrada de ligação a Vilar Formoso para o trânsito automóvel. Hoje constitui o ponto de passagem da maior parte do transporte de mercadorias que, de Portugal, dirige-se para Espanha, França (via Hendaye) e o resto da Europa. A falta da conclusão do lanço que deverá unir a auto-estrada portuguesa A25 com a A62, de uns 7 km. e que deverá inaugurar-se para 2018, o intenso trânsito transfronteiriço continua obrigatoriamente a passar pela localidade.